# グレン・ジョンソン
グレン・マクリード・ジョンソン（Glen McLeod Johnson, 1984年8月23日 - ）は、イギリス・グレーター・ロンドングリニッジ出身の元サッカー選手。現役時代のポジションはディフェンダー。

## 経歴

### クラブ
数々の名選手を輩出したウェストハム・アカデミー出身の選手である。ウェストハム・ユナイテッドFCやミルウォールFCで活躍し、満を持して2003年にチェルシーFCに移籍した。「レギュラーは確実」「ガリー・ネヴィルを超える」などと言われ注目を集めたが、安定感がなくクロス精度もイマイチと評価を落とした。結局はパウロ・フェレイラにレギュラーを奪われ、チームでも居場所を無くしていった。
2006年のワールドカップメンバーからも落選し、チェルシーを去ることとなった。
2006年8月5日、ポーツマスFCへのレンタル移籍が発表される。さらに2007年8月31日には同チームへの完全移籍が決定した。
ポーツマスでは、FWタイプのジョン・ウタカやベンジャニ・ムワルワリ、中央でのプレーが得意なアンドレス・ダレッサンドロやローレン・エタメ・マイヤーが自身の前（右サイドハーフ）を務めることが多く、ジョンソンが相手陣内深くまで攻撃参加する機会が多いこともあり、持ち味の攻撃力を発揮するようになった。また、イングランド代表にも復帰する。
2007年1月17日、ケント州の日曜大工店B&Qで、ミルウォール所属のFWベン・メイとともに便座と蛇口を万引きし逮捕された。それぞれに80ポンド（約1万9000円）の罰金が科された。
2008年11月22日、ハル・シティ戦において、TV番組Match of the dayの年間最優秀ゴールに選ばれたゴールを決めた。左サイドからのクロスボールが相手DFにクリアされ、ワンバウンドした後、胸トラップからそのままボレーで放たれたシュートは、ゴール前の密集を飛び越え、ゴール左上に突き刺さる。強烈なドライブ回転により急激に落ちるこのシュートに相手GKは見送るしかなかった。
ポーツマスでは才能を発揮し、FAカップ優勝や、UEFAカップ（現UEFAヨーロッパリーグ）出場に貢献した。
2009年6月26日、ポーツマスFCからリヴァプールFCに移籍。移籍金は約1750万ポンド。
前年までレギュラーとして活躍していたアルバロ・アルベロアのレアル・マドリード移籍により、移籍後すぐにレギュラーに固定されると、アルベロアの移籍による穴を埋める活躍を見せた。
2015年5月14日、 ジョンソンは2014-15シーズンが最後になるとツイッターで表明した。
2015年6月10日、リヴァプールと契約満了することを発表した。
フリー状態だったが、2015年7月12日、ストーク・シティFCに入団することを発表した。契約期間は2年間で、1年の延長オプションが付いている。
2019年1月21日、現役引退を発表した。

### 代表
2010年南アフリカ開催のFIFA ワールドカップイングランド代表メンバーに招集されると、グループリーグ全3試合にフル出場し、決勝トーナメントの1回戦ドイツ戦にもスタメンで出場した（87分にショーン・ライト＝フィリップスと交代）。

## 代表歴

### 出場大会
- イングランド代表
  - 2010 FIFAワールドカップ
  - 2014 FIFAワールドカップ

### 試合数
- 国際Aマッチ 54試合 1得点（2003年-2014年）[6]

| イングランド代表 | 国際Aマッチ | 国際Aマッチ |
| 年               | 出場        | 得点        |
| ---------------- | ----------- | ----------- |
| 2003             | 1           | 0           |
| 2004             | 1           | 0           |
| 2005             | 3           | 0           |
| 2006             | 0           | 0           |
| 2007             | 0           | 0           |
| 2008             | 5           | 0           |
| 2009             | 10          | 0           |
| 2010             | 10          | 1           |
| 2011             | 5           | 0           |
| 2012             | 9           | 0           |
| 2013             | 5           | 0           |
| 2014             | 5           | 0           |
| 通算             | 54          | 1           |

## タイトル

### クラブ
チェルシーFC
- プレミアリーグ：1回 (2004-05)
- フットボールリーグカップ：1回 (2005)

ポーツマスFC
- FAカップ：1回 (2008)

リヴァプールFC
- フットボールリーグカップ：1回 (2012)